# Lac Memphrémagog
Lac Memphrémagog (franska) / Lake Memphremagog (engelska) är en sjö som till största delen ligger i Kanada, men den södra delen ligger i USA. I Kanada ligger den i regionen Estrie i provinsen Québec, i den sydöstra delen av landet, 270 km öster om huvudstaden Ottawa. I USA ligger den i delstaten Vermont.
Lac Memphrémagog ligger 205 meter över havet. Arean är 95 kvadratkilometer. 